# 山本隆 (ライダー)
山本 隆（やまもと たかし、1943年9月1日 - 2023年10月16日）は、兵庫県加古川市生まれのモーターサイクルライダー。山本レーシングサービス代表・NPO法人 The Good Times 理事長。
元カワサキ契約ライダーで、モトクロスでは計4回のMFJ全日本モトクロス選手権チャンピオン、トライアルでは1973年MFJ第1回日本GPトライアル大会（早戸川）準優勝、ロードレースでは1965年MFJ第1回ジュニアロードレース（鈴鹿サーキット）3位の戦歴がある。
同時期に活躍したライダーには、鈴木忠男、矢島金次郎、星野一義、吉村太一 (モトクロスライダー)などがいる。星野一義とは「赤タンクのカワサキ」のライダーとして一時代を築いた。
MFJモトクロス競技役員、MFJトライアル競技研究委員、MFJトライアル委員長を歴任。
2021年、久保和夫、鈴木忠男、吉村太一と共に、MFJモーターサイクルスポーツ殿堂顕彰者（モトクロス・ライダー部門）となる。

## 経歴
- 1958年 原動機付自転車運転許可証取得（14歳）
- 1961年 MCFAJ 第1回兵庫県モトクロス大会（青野ヶ原特設）初出場
- 1963年 片山義美が主宰の神戸木の実クラブに入門
- 1964年 カワサキオートバイ販売（株）嘱託モトクロスライダー契約
- 1972年 兵庫県加古川市に「山本レーシングサービス」開店
- 2021年 MFJモーターサイクルスポーツ殿堂入り

## 主な戦績
- 1964年6月 MCFAJ第10回全日本モトクロス（朝霧高原）優勝
- 1965年5月 MFJ第1回ジュニアロードレース（鈴鹿サーキット）3位
- 1967年 MFJ全日本モトクロス選手権 250ccクラスチャンピオン、90ccクラスチャンピオン
- 1968年 MFJ全日本モトクロス選手権 250ccクラスチャンピオン
- 1969年 MFJ全日本モトクロス選手権 90ccクラスチャンピオン
- 1973年11月 MFJ第1回日本GPトライアル大会（早戸川）準優勝